# Partidul Justiției Sociale (România)
Partidul Justiției Sociale (PJS) este un partid politic social din România, care promovează principiile justiției sociale, egalității de șanse și protecției drepturilor cetățenilor.

## Istoric
Partidul Justiției Sociale a fost fondat în anul 2025, de către un grup de profesioniști și activiști sociali care doresc o Românie mai echitabilă și solidară. Pentru viitor, partidul își propune să participe la toate alegeri locale și naționale, câștigând susținere în rândul cetățenilor preocupați de echitatea socială. .

## Simbolistică
Sigla Partidului Justiției Sociale (PJS) prezintă un fundal roșu rubin, pe care este reprezentată o floare de bujor, floarea națională a României,  stilizată, albă, cu linii detaliate. Floarea de bujor are un aspect elegant și detaliat, cu un boboc mai mic atașat tulpinii, simbolizând, creșterea și dezvoltarea. Sub floarea de bujor, sunt afișate inițialele „PJS” care sunt scrise cu litere albe, mari și îngroșate, creând un contrast puternic cu fundalul. Designul este simplu, dar puternic vizual, sugerând un echilibru între forța socială și diplomație.

## Ideologie și obiective
(PJS) promovează următoarele principii fundamentale:
- Combaterea inegalităților sociale
- Asigurarea accesului universal la educație și sănătate
- Protejarea drepturilor omului și consolidarea statului de drept
- Dezvoltare economică echitabilă și sustenabilă
- Protecția mediului înconjurător

## Structura organizatorică
(PJS) este structurat în mai multe organisme de conducere, printre care:
- Congresul Național – forul suprem de decizie al partidului.
- Consiliul Național – coordonează strategia partidului între congrese.
- Biroul Executiv – asigură implementarea deciziilor adoptate.

## Reprezentare politică
În prezent, Partidul Justiției Sociale - (PJS) nu este încă reprezentat în diverse structuri administrative. 

## Alegeri
Partidul Justiției Sociale - (PJS) nu a participat încă la alegeri naționale.

## Relații internaționale
Partidul Justiției Sociale - (PJS) este afiliat la Partidul Socialiștilor Europeni și colaborează cu partide social progresiste din întreaga lume pentru promovarea valorilor sociale și democratice.

## Critici și controverse
Partidul nu a fost criticat pentru politicile sale sociale.